# Laverda
Laverda S.p.A. – jedna z największych włoskich firm, która od 130 lat zajmuje się produkcją kombajnów rolniczych, została ufundowana przez Pietro Laverda w 1873 roku w San Giorgio di Perlena (prowincja Vicenza), ale od 1905 roku z siedzibą w Breganze, gdzie od ponad sześćdziesięciu lat znajduje się główna siedziba firmy, wraz z fabryką.

Na stan obecny zajmuje 50% grupy Argo i AGCO.

Łączna powierzchnia terenu firmy w Breganze rozciąga się na 220.000 metrów kwadratowych, z których 60.000 to teren zabudowany, w którym jest zatrudnionych średnio 450 pracowników, z czego 68% jest zatrudnionych na dwóch liniach produkcyjnych: kombajnów rolniczych i transportatorów teleskopowych (wykupionych przez marki Landini i McCormick).

Aktualnie firma prezentuje 4 gamy produkcji i 18 modeli: są to serie M Special Power, LCS, REV orez seria Autolivellanti.

## Historia

### Początek XX wieku – Pierwsza wojna światowa
Początkowo firma posiadała odmienną linię produkcji od aktualnej:
- sprzęt rolniczy
  - pierwsze ręczne maszyny służące do młócenia z początków XX wieku
  - pierwsze kosiarki holowane, produkowane we Włoszech w 1934 roku
- maszyny do suszenia siana
- maszyny do produkcji wina
- zegary dzwonnicze.

### Czasy powojenne
Po zakończeniu pierwszej wojny światowej i zamknięciu produkcji wojskowej, aktywność firmy powraca w pełnym obrocie.

Na czele przedsiębiorstwa stają młodzi siostrzeńcy Pietro jr i Giovanni Battista, którym zawdzięcza się wprowadzenie innowacyjności w produkcji, która szybko wyprowadzi Laverdę jako jedną z największych firm włoskich w sektorze.

W 1934 roku, spółka prezentuje pierwszą kosiarkę holowaną, skonstruowaną we Włoszech, model 48 A.
W 1938 roku wprowadza na rynek pierwszą włoską snopowiązałkę.

### Od czasów drugiej wojny światowej do obecnych
W 1947 roku zostaje zaprezentowana pierwsza kosiarka samobieżna.

W 1956 roku zostaje zaprezentowany pierwszy, włoski samobieżny kombajn rolniczy, model M 60; w 1971 roku pierwszy na świecie kombajn rolniczy zaprojektowany do pracy w górach, z niezależnym układem podwozia Laverda M 100 AL.
W tym okresie firma staje się bezapelacyjnym liderem na włoskim rynku i staje się obecna w ponad 40 krajach na całym świecie.
W 1982 roku Laverda SpA zostaje przejęta przez Fiat Trattori.
W 1993 roku produkcja Laverdy przekracza 50.000 egzemplarzy kombajnów rolniczych.
W 1999 roku, w związku z fuzją New Holland i Case, komisja europejska nakazała firmie New Holland sprzedaż fabryki w Breganze wraz z linią kombajnów zbożowych, prawami własności intelektualnej (włącznie z marką Laverda) i know-how zakładu produkcyjnego Laverda w Breganze wraz z personelem zatrudnionym w fabryce, oraz kontraktami na dostawy.
W 2000 roku firma zostaje wykupiona przez Argo Spa, towarzystwo finansowe rodziny Morra, które jest już w posiadaniu innych firm i spółek, zajmujących się produkcją maszyn i sprzętu rolniczego (Landini, McCormick, Valpadana). Nowy posiadacz wprowadza politykę, która ma na celu wzmocnienie marki i produktów, poprzez nową linię kombajnów i pras.

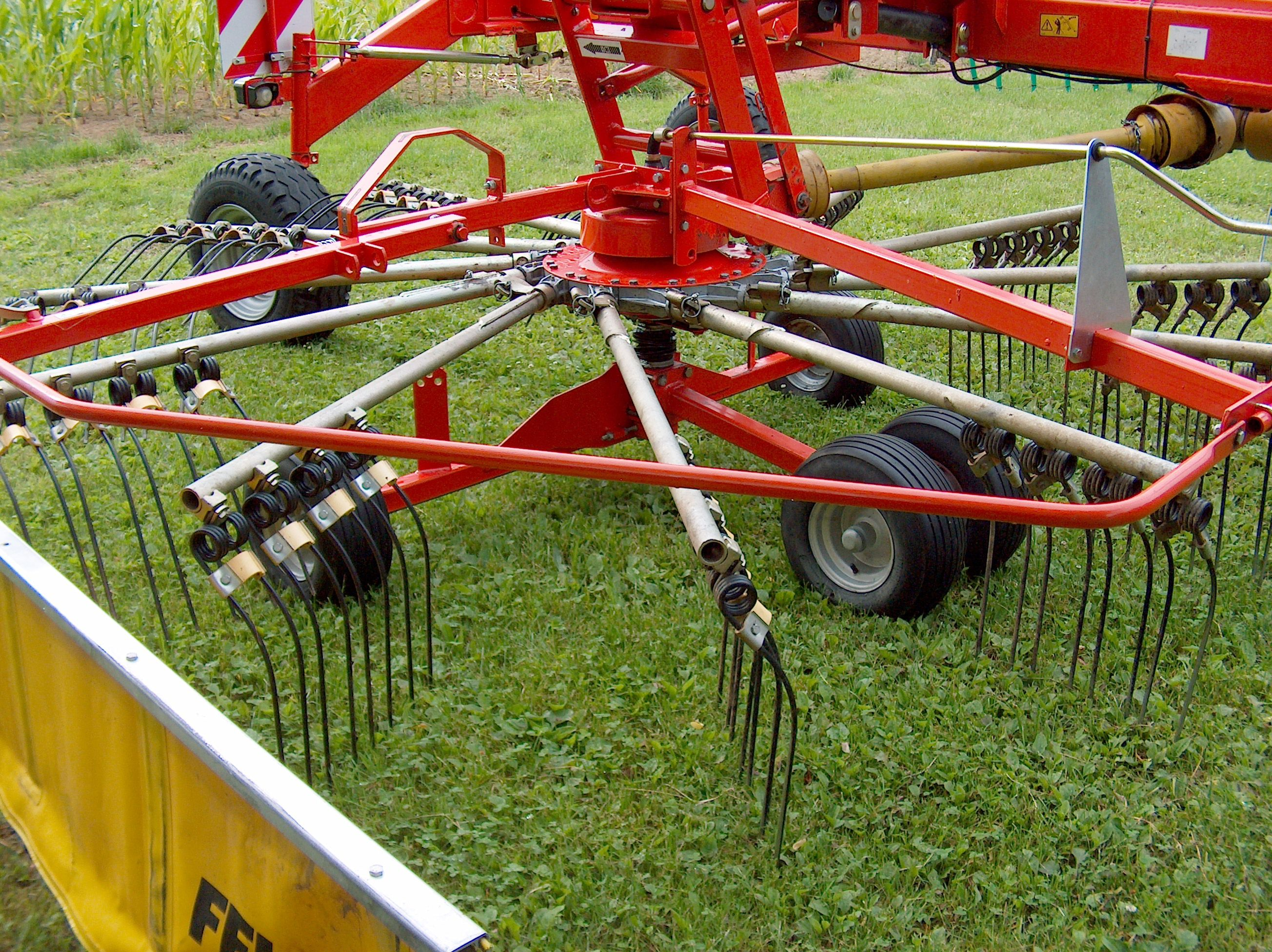
Zgrabiarka Fella

W 2004 Laverda SpA wykupuje markę oraz firmę Fella.

W sierpniu 2007 roku 50% udziałów w Laverda SpA nabywa korporacja AGCO z Duluth, Georgia, dla której Laverda od 2004 roku produkuje kombajny zbożowe pod markami Fendt, Massey Ferguson i Challenger.
W 2010 roku korporacja AGCO stała się 100% właścicielem Laverda SpA. W tym samym roku następuje przeniesienie linii produkcyjnych kombajnów zbożowych z innej fabryki grupy AGCO - Dronningborg Maskinfabrik.

## Wyprodukowane pojazdy
- Kosiarka holowana 48A (1934)
- Snopowiązałka ML6 (1938)
- M60 (1956)
- M120 (1963)
- Kombajn rolniczy AFC 110 i AFC 150 (1967)
- M100 AL
- Kombajn rolniczy M84
- Kombajn do zbioru kukurydzy TA150 (1973)
- M92, M112,M132 i M152
- M182
- Seria 3000

## Kombajny w produkcji
- Seria M SPECIAL
- Seria M SPECIAL POWER Ryż
- Seria M SPECIAL POWER Levelling System
- Seria LCS
- Seria LCS Levelling System
- Seria Rev
- Seria Autolivellanti
- Seria AL